# Edvard Olsson
Edvard Ernst Wiggo Olsson, född 28 april 2000 i Danderyd är en svensk skådespelare. Olsson har bland annat medverkat i en central roll i TV-serien Eagles som hade premiär på SVT Play den 9 mars 2019 . År 2020 blev andra säsongen av serien Eagles nominerad till det svenska TV-priset Kristallen i kategorin Årets TV-drama 2020. 
Han har även medverkat som skådespelare i TV-serierna Morden i Sandhamn, Maria Wern, Ingen Ängel och Svansen i kläm Under 2019 medverkade Edvard Olsson  i TV-programmet Edvins Skådisdrömmar som sändes på SVT Play.  2023 spelade han rollkaraktären "Patrik" i filmen "One More Time" som hade premiär på Netflix. 
I den svenska kriminalserien "Blindspår" som är baserad på Anne Holts roman "1222 över havet" spelar Edvard Olsson rollen "Emil".